# Université de Dayton
L'université de Dayton (University of Dayton) est une université américaine, privée et catholique, gérée par les marianistes. Elle est située à Dayton, dans l'Ohio. Environ 11 000 étudiants y sont inscrits.

## Histoire

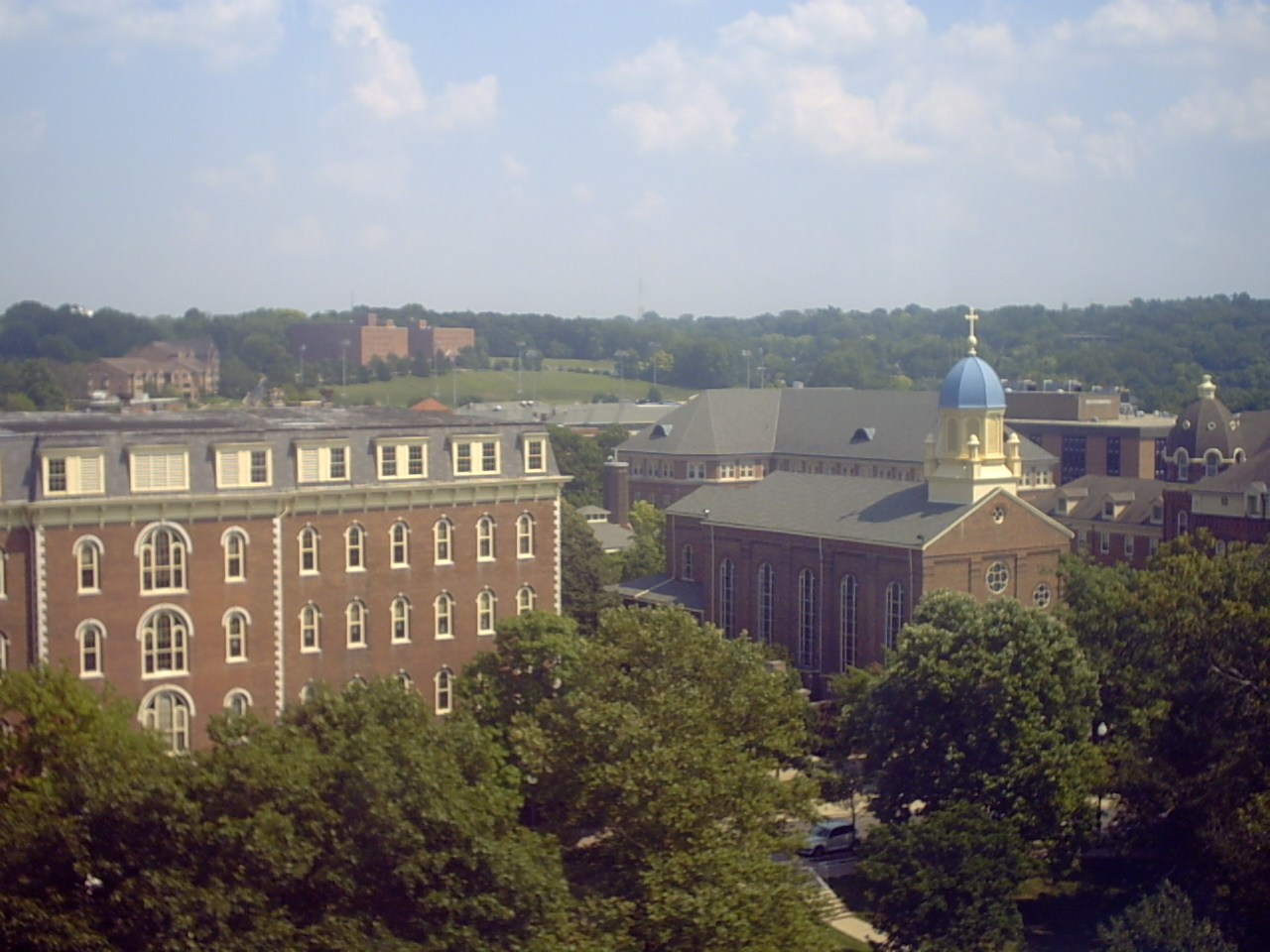
St. Mary's Hall et Immaculate Conception Chapel de l'université de Dayton.

## Sport
Les Flyers de Dayton représentent l'université dans les compétitions sportives de la NCAA.

## Personnalités
- Kóstas Antetokoúnmpo, basketteur grec
- David J. Bradley, inventeur[1]
- Chip Bok, économiste[2]
- Erma Bombeck, humoriste[3]
- Erica Chenoweth
- Tom Demmer, homme politique
- Joseph Desch, ingénieur[4]
- Bruce Graham, architecte
- Joseph Hinrichs, entrepreneur
- Jon A. Husted, homme politique
- Kristina Keneally, femme politique
- Bill Klesse, entrepreneur
- Jim Paxson, basketteur
- Charles J. Pedersen, chimiste, prix Nobel[5]
- Dyshawn Pierre, basketteur canadien
- Bob Schaffer, homme politique[6]
- Candace Smith, actrice[7]
- Obi Toppin, basketteur
- Mike Turner, homme politique[8]
- Charles W. Whalen, Jr., écrivain[9]